# وویاشووکا
وویاشووکا (به لاتین: Wojaszówka) یک روستا در لهستان است که در گمینا وویاشووکا واقع شده‌است. وویاشووکا ۷۰۰ نفر جمعیت دارد.